# Zeiraphera gansuensis
Zeiraphera gansuensis — вид лускокрилих комах родини листовійки (Tortricidae).

## Поширення
Вид поширений у  Китаї (провінції Внутрішня Монголія, Шаньсі, Ганьсу, Цінхай).

## Опис
Личинки живляться хвоєю сосни Pinus tabuliformis.